# 2081 Sazava
2081 Sazava је астероид главног астероидног појаса са пречником од приближно 22,67 .
Афел астероида је на удаљености од 2,848 астрономских јединица (АЈ) од Сунца, а перихел на 2,055 АЈ.
Ексцентрицитет орбите износи 0,161, инклинација (нагиб) орбите у односу на раван еклиптике 3,909 степени, а орбитални период износи 1402,096 дана (3,838 године).
Апсолутна магнитуда астероида је 12,14 а геометријски албедо 0,047.
Астероид је откривен 27. фебруара 1976. године.